# 西内成郷
西内 成郷（にしうち なりさと、安政2年6月2日〈1855年7月15日〉 - 明治44年〈1911年〉4月2日）は、明治時代の神職、政治家。

## 来歴
安政2年（1855年）6月2日生まれ。大和（奈良県高市郡高取町）出身。
明治16年（1883年）孝元天皇陵（劔池嶋上陵）の陵掌となり、以後奈良県内十余の天皇陵の守長をつとめる。
明治20年（1887年）奈良県県会議員。
神武天皇橿原（かしはら）宮跡の保存顕彰と橿原神宮の創建に尽力するとともに、「官国幣社便覧」を編集。
明治39年（1906年）橿原神宮の宮司となった。
明治44年（1911年）4月2日死去、57歳。

## 著作
- 1893年（明治26年）9月 官国幣社便覧
- 1906年（明治39年）11月 橿原神宮御祭神記並御由緒記